# Kościół św. Jana Chrzciciela w Tuczępach
Kościół Świętego Jana Chrzciciela w Tuczępach – rzymskokatolicki kościół parafialny należący do dekanatu stopnickiego diecezji kieleckiej.
Świątynia została zbudowana w 1674 roku, dzięki staraniom miejscowego księdza proboszcza Krzysztofa Mastkiewicza z ofiar parafian i jego własnym kosztem. Budowla jest orientowana, murowana z kamienia i cegły i otynkowana. Jej nawa została wzniesiona na planie prostokąta, przy niej znajduje się węższe od niej prezbiterium, zakończone prostą ścianą. Od strony południowej do nawy jest dobudowana kruchta, a od strony północnej jest dostawiona kaplica Matki Boskiej Różańcowej, wzniesiona około 1800 roku. Przy prezbiterium od strony północnej, jest umieszczona zakrystia. Wewnętrzne płaszczyzny ścian nawy i prezbiterium przedzielone są pilastrami. Wnętrze nakryte jest sklepieniami kolebkowymi z lunetami. Otwór tęczowy ma kształt półokręgu, natomiast belka tęczowa posiadająca datę 1668 podtrzymuje barokowy krucyfiks i pelikana z pisklętami u stóp krzyża. Elewacje świątyni prezentują się bardzo prosto, prawie ascetycznie: zachodnia jest zwieńczona trójkątnym szczytem ozdobionym wnękami, wschodnia jest również „ożywiona” przez wnęki. Główna fasada jest zasłonięta przez znajdująca się na jej osi murowaną, arkadową, dwukondygnacyjną dzwonnicę z 1829 roku, będącą równocześnie bramą przykościelnego cmentarza. Świątynia nakryta jest dachem dwuspadowym, nad nim znajduje się barokowa wieżyczka na sygnaturkę.